# Am grauen Strand, am grauen Meer
Am grauen Strand, am grauen Meer ist ein im Auftrag des Fernsehens der DDR durch die DEFA hergestellter Spielfilm von Klaus Gendries aus dem Jahr 1980, nach der Novelle Hans und Heinz Kirch von Theodor Storm aus dem Jahr 1883.

## Handlung
Der Schiffseigner Hans Kirch ist wohlhabend und lebt mit Frau, Sohn Heinz und der kleinen Tochter Lina als angesehener Bürger in einer Gemeinde am Meer. Er strebt einen Sitz im Rat der Gemeinde an und ist ein erfolgreicher Geschäftsmann, was ihm allerdings in der Gemeinde missgönnt wird. Sein Sohn Heinz soll einmal die Tochter des Pfarrers heiraten und die Geschäfte des Vaters übernehmen. Doch vorher soll Heinz auf einem Schiff und großer Fahrt nach Asien sein Steuermannspatent erwerben. Danach soll er in seine Heimat zurückkehren.
Am letzten Abend vor der Abfahrt trifft sich Heinz, der dafür seinen Vater belügt, mit seiner heimlichen Liebe Wieb, der Tochter einer Tagelöhnerin. Er verspricht ihr die Heirat nach seiner Rückkehr von der Seereise und erhält von ihr eine Halskette mit Ring zur Erinnerung. Der Vater bringt seinen Sohn am nächsten Morgen zum Hafen, wo die Seereise des Sohnes beginnt.
Nach kurzer Zeit auf See kommt der erste Brief von Heinz im Elternhaus an, in dem er von seinen ersten Fahrten und dem Lob des Kapitäns berichtet, welches er für seine Umsicht auf See nebst einer Belohnung erhielt. Der Vater, die Familie und alle Bediensteten des Hauses sind stolz auf den Sohn des Schiffseigners und veranstalten aus diesem Anlass einen fröhlichen Tanzabend.
Heinz kehrt aber selbst nach 14 Monaten auf See nicht nach Hause zurück, obwohl das Gerücht in der Gemeinde umgeht, er wäre längst in Hamburg angekommen. Er schickt eines Tages einen unfrankierten Brief an seine Familie. Der Postbote verlangt deshalb vor Überreichung vom Vater das Porto für den unfrankierten Brief. Dieser verweigert die Zahlung und damit auch die Annahme des Briefes. Er schlussfolgert aus diesem Brief die Erfolglosigkeit seines Sohnes und ist tief enttäuscht. Auch der Mutter verbietet er den Brief zu „kaufen“. Wieb kann den Postboten auch nicht überreden ihr den Brief zu verkaufen. Der Postbote sendet den Brief zurück.
Die Mutter stirbt wenig später an einer Krankheit und kann ihrem Mann wegen seiner Härte gegenüber dem Sohn nicht verzeihen.
14 Jahre vergehen. Aus der kleinen Lina Kirch ist eine junge Frau geworden, deren Heirat mit dem erfolgreichen Herrn Christian Marten bevorsteht. Er soll an Stelle des Sohnes Heinz die Geschäfte des Schiffseigners übernehmen. Lina bittet ihren zukünftigen Ehemann aber inständig, die Tür des Hauses für den vermissten Bruder Heinz immer offenzuhalten.
Nach einer Versammlung des Gemeinderates erfährt der Vater, dass sein Sohn in einer Hamburger Schänke gesehen wurde. Er begibt sich nach Hamburg, sucht den Sohn, findet ihn und kehrt mit ihm nach Hause zurück. Doch sein Sohn hat sich nicht nur vom Aussehen her sehr verändert. Er ist scheu, wortkarg, interessiert sich nicht für die Familie oder die Geschäfte des Vaters und verbringt nur viel Zeit mit dem Sohn seiner Schwester Lina, dem er Seemannsgeschichten erzählt. Auch zu seiner alten Liebe Wieb nimmt er keinen Kontakt auf. Diese ist inzwischen die Frau des Besitzers der Dorfschänke geworden, in der sie auch arbeitet.
Auf einem Fest der Gemeinde befragt Lina den Gemeindearzt danach, ob Tätowierungen leicht von der Haut verschwinden können. Der Arzt verneint dies. Ihr Bruder Heinz hatte eine selbstgemachte Tätowierung auf dem Handrücken, die nun aber nicht mehr zu sehen ist. Lina zweifelt auch deshalb die Identität des Bruders an. Sie teilt ihre Befürchtungen ihrem Mann und dem Vater mit, die dadurch ein Gerücht, dass in der Gemeinde umgeht, bestätigt sehen.
Heinz ist während des Festes zur Insel gerudert, auf der er vor 14 Jahren mit Wieb seinen letzten Abend verbrachte. Auf dem Rückweg trifft er im Hafen einen Schiffer, auf dessen Kahn er zum nächsten Morgen für eine Fahrt nach Dänemark anheuert. Er geht noch einmal in die Dorfschänke und gibt sich Wieb endlich zu erkennen, die verzweifelt über sein Aussehen und ihre Situation ist. Sie offenbart ihm, dass sie nicht mit ihm die Gemeinde für eine gemeinsame Zukunft verlassen kann, da sie an ihren Mann, den Dorfschänken-Besitzer, gebunden ist. Heinz gibt ihr zum Abschied die Halskette mit dem Ring zurück, die er vor mehr als 14 Jahren von ihr erhielt. Er kehrt zurück in das Haus seines Vaters und packt seine Seemannskiste zum morgendlichen Aufbruch, um das Elternhaus für immer zu verlassen.
Nachdem Tochter Lina dem Vater eröffnet, nicht mit einem Fremden – gemeint ist Bruder Heinz – unter einem Dach leben zu können, entschließt sich der Schiffseigner die Angelegenheit mit Geld zu regeln. Er zählt eine hohe Summe zusammen und bringt das Geld in das Zimmer des Sohnes. Er gibt dem „fremden Sohn“ Heinz den Umschlag mit dem Geld und geht wort- und grußlos davon. Heinz öffnet den Umschlag, nimmt aber nur einen Teil des Geldes und lässt den Rest im Umschlag zurück, bevor er sich auf den Weg zum Hafen macht und besteigt das Schiff nach Dänemark. Die Familie ist froh, dass er gegangen ist.
Wieb geht am nächsten Tag in das Haus des Schiffseigners und berichtet ihm von der Halskette und dem Ring, die sie von Heinz zurückerhalten hat. Nur er könne der richtige Sohn des Schiffseigners gewesen sein und das Zweifeln an seiner Identität sei falsch gewesen. Auch Lina glaubt an diesen Beweis und dass dieser „fremde“ Mann wirklich ihr Bruder war. Sie will ihn zurückholen, doch der Vater verbietet es. Er lehnt es ab, dies alles als Beweis für die Existenz seines verlorenen Sohnes anzuerkennen. Er spricht zu den beiden Frauen: „Wer hier unter meinem Dache geschlafen hat, das Salz nicht zum Zubrote verdiente, war nicht mein Heinz. Mag er geheißen haben wie er will! Es ist nicht dieser gewesen, der vor 17 Jahren hier fortging“. Weil der Sohn ein erfolgloser Mensch wurde, der nichts mit sich anzufangen weiß, hat er ihn aufgegeben. Wieb verlässt das Haus, Tochter Lina weint entsetzt, doch der alte Schiffseigner schreibt ungerührt in sein Rechnungsbuch.

## Produktion und Veröffentlichung
Am grauen Strand, am grauen Meer wurde unter dem Arbeitstitel Der Ring auf ORWO-Color gedreht. Bei dem Filmtitel, unter dem das Werk schließlich veröffentlicht wurde,  handelt es sich um einen Vers aus Theodor Storms Gedicht Die Stadt. Der Film hatte seine Erstausstrahlung am 6. April 1980 im 1. Programm des Fernsehens der DDR. Die Dramaturgie des Films lag in den Händen von Ellen-Maria Jäger, das Szenarium wurde von Gerhard Rentzsch erarbeitet.

## Kritik
Das Lexikon des internationalen Films bezeichnet den Film als eine „stimmungsvolle, grüblerische Literaturadaption“.